# Лесной (Кизильский район)
Лесной — посёлок в Кизильском районе Челябинской области России. Входит в сельское поселение Путь Октября.

## География
Расположен в северной части района. Поселок окружен лесными массивами, отсюда название. Расстояние до районного центра села Кизильского 52 км.

## История
Поселок основан в 1929 как хутор № 21..

## Население
| 2002 | 2010 |
| ---- | ---- |
| 321  | ↘300 |

(в 1970 — 447, в 1975 — 359, в 1980 — 342, в 1990 — 393, в 1995 — 343)

## Улицы
- Береговая,
- Лесная,
- Молодёжная,
- Центральная.